# Lech (pivovar)
Lech (polsky celým jménem Lech Browary Wielkopolski) je polský průmyslový pivovar v Poznani. Patří do polské pivovarské skupiny Kompania Piwowarska. Tu vlastnil do roku 2016 nadnárodní koncern SABMiller, který se v prosinci dohodl na prodeji japonské skupině Asahi Breweries. Prodej podléhá schválení Evropské komise, které se očekává v první polovině roku 2017. Společnost vaří zhruba 7,5 milionu hl piva ročně (2016). Mezi její značky patří Lech Premium, Lech Pils, Lech Ice Shandy, Lech Ice Mohito, Lech Free a další.